# 王尔智
王尔智（1954年8月—），吉林伊通人，中华人民共和国政治人物。

## 生平
1976年加入中国共产党。1974年7月参加工作，历任吉林省东辽县县长，县委书记；吉林省委办公厅助理巡视员、副主任。后升任吉林省政协秘书长。2012年2月，补选为政协吉林省第十届委员会副主席。2018年1月退休。2019年1月，因严重违纪违法被开除党籍和公职。2019年3月，黑龙江哈尔滨市人民检察院向哈尔滨市中级人民法院提起公诉。
2019年8月9日，哈尔滨市中级人民法院一审宣判，被告人王尔智利用职务便利，为他人提供帮助，收受贿赂共计折合人民币5072万余元，依法以受贿罪判处有期徒刑十四年，并处罚金人民币四百万元；对王尔智受贿所得财物及孳息予以追缴，上缴国库。王尔智当庭表示服从判决，不上诉。